# Mustahamba (Haanja)
Mustahamba – wieś w Estonii, w prowincji Võru, w gminie Haanja.